# Golofa
Golofa (Hope, 1837) è il nome di un genere di coleotteri appartenenti alla famiglia degli Scarabeidi (sottofamiglia Dynastinae).

## Descrizione

### Adulto
Questi scarabei sono insetti di dimensioni medio-grandi, in particolare i maschi sono spesso più grossi delle femmine. Presenta un corpo tarchiato e robusto, dalla colorazione marroncina nei maschi e nerastra nelle femmine. Sempre i maschi presentano un vistoso corno cefalico, mentre la conformazione toracica varia a seconda della specie.

### Larva
Le larve hanno l'aspetto di vermi bianchi dalla forma a "C". Presentano il capo sclerificato e le tre paia di zampe atrofizzate. Lungo i fianchi si possono osservare una serie di forellini chitinosi atti alla respirazione.

## Biologia
La biologia di questi scarabeidi è molto varia a seconda della specie. Gli adulti possono essere rinvenuti sia di giorno che di notte e si possono individuare su piante differenti a seconda della specie. Gli adulti di alcune di esse possono rilasciare un liquido maleodorante dall'addome, come meccanismo di difesa. Le larve si sviluppano nel terreno nutrendosi di legno marcio.

## Distribuzione
Il genere Golofa è distribuito dal Messico all'Argentina.

## Tassonomia
Il genere racchiude le seguenti specie:
- Golofa aegeon (Drury, 1773)
- Golofa antiqua Arrow, 1911
- Golofa argentina Arrow, 1911
- Golofa clavigera clavigera (Linnaeus, 1771)
- Golofa clavigera guildinii (Hope, 1837)
- Golofa cochlearis Ohaus, 1910
- Golofa costaricensis Bates, 1888
- Golofa eacus Burmeister, 1847
- Golofa gaujoni Lachaume, 1985
- Golofa globulicornis Dechambre, 1975
- Golofa henrypitieri Arnaud et Joly, 2006
- Golofa hirsuta Ratcliffe, 2003
- Golofa imbellis Bates, 1888
- Golofa incas Hope, 1837
- Golofa inermis Thomson, 1859
- Golofa minuta Sternberg, 1910
- Golofa obliquicornis Dechambre, 1975
- Golofa paradoxa Dechambre, 1975
- Golofa pelagon Burmeister, 1847
- Golofa pizarro Hope, 1837
- Golofa porteri Hope, 1837
- Golofa pusilla Arrow, 1911
- Golofa solisi Ratcliffe, 2003
- Golofa spatha Dechambre, 1989
- Golofa tepaneneca Morón, 1995
- Golofa tersander (Burmeister, 1847)
- Golofa testudinaria (Prell, 1934)
- Golofa unicolor (Bates, 1891)
- Golofa wagneri Abadie, 2007
- Golofa xiximeca Morón, 1995